# Caso Roswell
El caso Roswell, también llamado incidente OVNI de Roswell (Roswell UFO incident) fue un hecho ocurrido el 2 de julio de 1947, cuando un objeto desconocido se estrelló en un rancho cerca de Roswell. Tras un amplio interés inicial en el "disco volador" estrellado, el ejército de los Estados Unidos declaró que era simplemente un globo meteorológico convencional. Posteriormente, el interés se desvaneció hasta finales de los años 1999, cuando los ufólogos comenzaron a promover una variedad de teorías de conspiración cada vez más elaboradas, afirmando que una o más naves espaciales extraterrestres habían aterrizado y que el ejército había recuperado a los alienígenas.

## Historia
El 2 de julio de 1947, Mac Brazel, un granjero de Nuevo México, descubrió unos restos dispersos por su rancho, comunicándoselo al sheriff el 5 de julio, según lo describió Mac Brazel al Roswell Daily Record en su edición del 8 de julio.
Esta descripción coincide con la dada por Charles B. Moore, profesor emérito de Física de la New York University, que desarrolló los globos con los que los Estados Unidos pretendían espiar a la URSS.
En los periódicos del 8 de julio se dio el siguiente titular: "Las fuerzas aéreas capturan un platillo volante en un rancho de la región de Roswell". Se avisó al comandante Jesse Marcel de la base aérea del Ejército en Roswell, que fue personalmente al lugar.
El 9 de julio el titular decía: "Ramey desmiente lo del platillo volante". Ramey era general de brigada en la base militar de Fort Worth, Texas, y se desplazó, a petición de Brazel, para ver los restos, que identificó inmediatamente como un globo meteorológico. Después la prensa fotografió los restos.
En otro artículo se relata cómo Brazel y su hijo encontraron el material el 2 de julio, que estaba formado principalmente por tiras de goma, papel de aluminio, cartón y varillas de madera, aunque se dice que los verdaderos restos fueron sustituidos por el equipo militar cuando llevó el material a la base de Fort Worth.
Posteriores informes de la Fuerza Aérea de los Estados Unidos de septiembre de 1994 y junio de 1997 afirmaban que lo estrellado en Roswell eran los restos de un vuelo del «Proyecto Mogul».
También hubo una investigación sobre el asunto a petición de un congresista de Nuevo México. Fue realizada por el secretario de las Fuerzas Aéreas y el Departamento de Defensa. En ella se identifican los residuos de Roswell como restos de un sistema de detección acústica de baja frecuencia que llevaban los globos, de largo alcance y altamente secretos, llamados "Proyecto Mogul": un intento de captar explosiones nucleares soviéticas a altitudes de la tropopausa. Los investigadores de las Fuerzas Aéreas, tras registrar meticulosamente los archivos secretos de 1947, no encontraron pruebas de un aumento de tráfico de mensajes.

## Polémica
Los partidarios de la hipótesis extraterrestre consideran el caso Roswell como uno de los acontecimientos ufológicos más importantes, ya que a partir de este suceso comenzó la historia de la ufología moderna.
Los escépticos alegan que la hipótesis, que afirma que en Roswell cayó una nave extraterrestre, se apoya en pruebas insuficientes, poco fiables, otras supuestamente destruidas y que presenta demasiadas incoherencias. Sostienen asimismo que existen otras explicaciones a los sucesos de Roswell que resultan mucho más admisibles que la hipótesis de naves extraterrestres. Además se debe tomar en consideración el lucro comercial, a través de la venta de libros, entrevistas, etc., que obtienen varios de los principales involucrados que apoyan la hipótesis extraterrestre.
Las descripciones de testigos, análisis realizados por personas que participaron en el diseño de los globos del proyecto Mogul, y sobre todo los informes desclasificados de la Fuerza Aérea de los Estados Unidos en los años 1990, apuntan según los escépticos a que lo estrellado en Roswell fue el vuelo n.º 4 del proyecto Mogul y que la necesidad de mantener el secreto de dicho proyecto provocó el supuesto incidente ufológico.

### El interés renovado
Hasta 1978, el incidente de Roswell recibió poca atención, hasta que los investigadores Stanton T. Friedman y William L. Moore compararon los resultados de una serie de entrevistas que cada uno había llevado a cabo por separado.
El astronauta del Apolo 14, Dr. Edgar Mitchell, aunque no fue testigo directo, también ha afirmado en numerosas ocasiones que Roswell fue un verdadero incidente relacionado con extraterrestres, basado en sus contactos de alto nivel dentro del gobierno. "Yo he visto los expedientes secretos OVNI, y no hay duda de que hubo contacto con extraterrestres". Este astronauta opina igualmente que hay una organización gubernamental paralela e independiente al gobierno que realiza experimentos con tecnología extraterrestre y por eso no se pueden sacar a la luz todos estos incidentes.
Un incidente similar que implicó a mucho personal de la Fuerza Aérea en el Reino Unido en 1980, conocido como el incidente Rendlesham, aumentó el interés por Roswell.
Para muchos ufólogos, el caso Roswell es considerado uno de los acontecimientos ufológicos más importantes y el inicio de los encubrimientos, mientras que para los escépticos es solamente el caso más popular. La posición oficial del gobierno de los Estados Unidos, desde 2005, es que no había ocurrido nada de naturaleza paranormal o extraterrestre. El informe definitivo de la Fuerza Aérea en cuanto al caso Roswell está disponible, así como la respuesta a dicho informe por parte de ufólogos, que insisten en que el informe es falso.

## Hipótesis
Algunos ufólogos han argumentado que una nave alienígena se estrelló cerca de Roswell y que se recuperaron varios cadáveres de origen extraterrestre.
Igualmente se ha postulado que si Roswell fuera de verdad un accidente extraterrestre, como muchos insisten, algunos especialistas OVNI argumentarían lo que sigue:
- El gobierno de los Estados Unidos sabe que los extraterrestres han visitado nuestro planeta desde al menos 1947, pero todavía no lo admiten, e incluso algunos grupos postulan que habría una conspiración del ocultamiento extraterrestre.
- El gobierno estadounidense está actualmente en posesión de tecnología alienígena.

Por eso los motivos que tenía el gobierno para guardar el secreto inicialmente serían evidentes. Los altos funcionarios del gobierno probablemente temerían una situación de pánico general al dar a conocer que existía una posible amenaza extraterrestre (como ocurrió en 1938 con una emisión de radio de La guerra de los mundos).
Esta hipótesis barajaba como real la autopsia realizada supuestamente en 1947 a los extraterrestres capturados defendiendo que el gobierno quería ocultar datos por estar desarrollando nuevas tecnologías y aseguraban que los extraterrestres estaban vivos antes y durante la autopsia.

### La información de las entrevistas de Friedman y Moore
Un dato importante es que esta versión se basa exclusivamente en el testimonio de personas, con mucho tiempo de diferencia entre la fecha de lo ocurrido y la realización de las declaraciones (aproximadamente 30 años), que en muchos casos no fueron testigos directos y que a diferencia de otras hipótesis no tiene ninguna investigación, análisis objetivo o terceras fuentes que demuestren la veracidad con la que comparar lo dicho. Hay que destacar que la información dada por Marcel a Friedman y Moore se contradice con sus propias declaraciones y con la versión de los hechos relatada por la prensa de la localidad: Friedman y Moore entrevistaron a Lydia Sleppy, que trabajó en una emisora de radio de Albuquerque, Nuevo México, en 1947, y al mayor de la Fuerza Aérea Jesse A. Marcel, el principal responsable de la Fuerza Aérea en Roswell en 1947. Sleppy denunció que el FBI le habría censurado.

## Hipótesis escépticas
Aquí están algunas explicaciones propuestas por el escéptico Karl T. Pflock en su libro Roswell: Inconvenient Facts and the Will to Believe.
- El informe inicial del incidente fue en realidad un fraude creado por un oficial que sufrió un ataque de orgullo y quiso crear a su manera una gran historia, que explicaría el número creciente de avistamientos OVNI. Ver Kenneth Arnold.
- Que lo que se estrelló en el desierto era un globo con un sofisticado equipo, y este globo era un proyecto secreto, concretamente el Proyecto Mogul.
- Varios años más tarde, un avión de abastecimiento se estrelló cerca de Roswell y los cuerpos de la tripulación fueron recuperados. Pflock sugiere que este accidente se mezcló con las informaciones posteriores en la imaginación de algunos testigos, de modo que sirvió como base para las conspiraciones.

### La hipótesis del Proyecto Mogul
La mayoría de los que rechazan cualquier explicación ufológica creen en la segunda teoría, según la cual los restos eran los de un globo de observación usado en el Proyecto Mogul, iniciativa de alto secreto para examinar la actividad nuclear de la Unión Soviética.
Además la localización coincide con el vuelo n.º 4 del proyecto Mogul, del cual se perdió comunicación el día 5 de junio.
Como se ha comprobado, la descripción que dio Brazel al periódico local al encontrar el globo coincidía con la de Moore, diseñador de los mismos, y los materiales que formaban los restos eran normales (papel de plata, cinta aislante, cintas adhesivas con diseños florales),y que no vio ningún tipo de metal que sirviera para un motor, cosa que contradice la versión de los ufólogos que dicen que Brazel aseguró haber visto metales desconocidos.
Sucesivos informes de la Fuerza Aérea coinciden con Brazel y no señalan nada extraño en los restos.
La propia Fuerza Aérea tampoco lo atribuyó a extraterrestres, como queda demostrado en una carta desclasificada enviada un año después del accidente por el general de división C.B. Cabell, entonces director de Inteligencia de las Fuerzas Aéreas, que pide informes sobre qué datos disponen y de si barajan la hipótesis de que sea un OVNI. En una respuesta emitida el 11 de octubre de 1948, que incluía información explícita en posesión del Comando de Material Aéreo, se dice al director de inteligencia que nadie de las Fuerzas Aéreas tiene ninguna pista al respecto. Esto hace improbable que el año anterior hubieran llegado fragmentos de un OVNI y de sus ocupantes a Wright-Patterson.
Esta hipótesis es la más plausible, ya que, habiendo demostrado que no había cuerpos alienígenas[cita requerida], y con recientes informes desclasificados que señalan al vuelo n.º 4 como causante del accidente, se contrasta con la idea de un accidente extraterrestre.
Moore además analizó, a petición de un ufólogo, el clima del día del lanzamiento del vuelo n.º 4 y los sucesivos. Calculando el lugar donde se estrellaron algunos, calculó también el sentido en el cual deberían haberse esparcido los restos (ángulo suroeste-noreste), cosa que coincide exactamente con lo dicho por el mayor Jesse Marcel.
Asimismo identificó varios restos de lo encontrado como parte del equipamiento de los globos pertenecientes al proyecto Mogul.
Otro dato curioso que muchos ufólogos tergiversan es que Brazel, en su descripción, dijo ver cintas adhesivas con diseños florales, cosa que los ufólogos han interpretado como jeroglíficos. Pero la realidad es otra: realmente eran motivos florales, ya que esas cintas adhesivas eran fabricadas por una empresa de juguetes de Nueva York para los globos del proyecto Mogul.
La Fuerza Aérea lo dio como un simple globo meteorológico intentando ocultar el proyecto. Como es normal, los globos del proyecto Mogul no eran del todo parecidos a los meteorológicos. Además en el verano de 1947 se utilizó una nueva variante de polietileno que, según palabras de Moore, hubiera sido algo extraño, incluso para un experto en globos meteorológicos.

#### Informes desclasificados
Pese a que muchos ufólogos continúan afirmando hipótesis que conducen a que el incidente Roswell implicaba a seres de otro mundo, recientes investigaciones coinciden con una denuncia por parte de prisioneros de guerra japoneses, una historia macabra que se ocultó por años sin que nadie sospechara.
Gracias a la publicación de material secreto sobre el uso que se daba a los prisioneros de guerra, se añadió una nueva hipótesis para explicar el suceso que, de ser cierta, revelaría verdaderos horrores del incidente Roswell.
El gobierno de los EE. UU. había hecho experimentos con globos meteorológicos como instrumento para infiltrar líneas enemigas e intentar la posibilidad de arrojar bombas atómicas desde la estratosfera (Proyecto Mogul). Estos experimentos se llevaron a cabo durante el fin de la Segunda Guerra Mundial y se utilizaba a prisioneros de guerra para dichos experimentos.
En el caso de los globos meteorológicos del Proyecto Mogul, se trataba de prisioneros de guerra japoneses, y fueron seleccionados los más pequeños para que pudieran entrar en la canasta especialmente diseñada para este propósito.
El incidente de Roswell no sería el único en este proyecto, pero fue el único que alcanzó repercusión pública debido a la cantidad de testigos civiles. Y la pretendida autopsia de un tripulante quedó desvirtuada por la confesión de los autores de ese fraude científico.
El encubrimiento del incidente se llevó a cabo para no revelar los horrores de la postguerra al usar prisioneros de guerra para dichos experimentos, y al mismo tiempo la necesidad de ocultar una nueva tecnología que permitía burlar radares convencionales (Tecnología Stealth).
Otra hipótesis, común denominador de esa época, es el estudio para introducir elementos químicos en países enemigos mediante globos aerostáticos. Esa teoría sedujo durante la Segunda Guerra Mundial junto con la del espionaje.

### Un posible misil nuclear
Hay también especulaciones que afirman que el incidente Roswell fue la consecuencia de un misil nuclear extraviado. En una versión de esta teoría, Marcel, un funcionario de la inteligencia, era responsable del comunicado de prensa inicial que hablaba de que "un platillo volador había realizado un aterrizaje forzoso. Algunos han propuesto que Marcel inventó la tapadera del accidente OVNI, antes que admitir que el ejército había perdido un arma nuclear.[cita requerida]
Sin embargo, los hechos no apoyan esta teoría. No hay ningún accidente nuclear conocido a partir de este período, a pesar de que unas cuantas docenas de este tipo de incidentes fueran desclasificadas. Tampoco tiene ningún sentido que los militares fuesen completamente inconscientes de perder un arma nuclear hasta que un granjero les avisara. Por otra parte, en aquel entonces EE. UU. aún no tenía armas nucleares en su arsenal. Debido a ello, muchos escépticos igualmente descartan esta teoría.
Cabe señalar, que cerca de este lugar dos años antes se hizo explotar como prueba militar la bomba nuclear en territorio norteamericano, vea en la página militar la información.

### Otro tipo de ocultamiento
Igualmente existen escépticos que han indicado que aunque no presentan una validez real las supuestas pruebas directas sobre un OVNI; sin embargo, tampoco se presentarían muy sólidas las pruebas sobre el Proyecto Mogul y su relación con el incidente Roswell. Debido a ello algunos escépticos han indicado que igualmente se puede hipotetizar un posible ocultamiento real de una posible diferente actividad o proyecto aún desconocido; pero que no tendría relación probada con extraterrestres.

## Acontecimientos recientes
- En 1995 en un programa de televisión argentino llamado Siglo 20 Cambalache se muestran documentos sobre a la autenticidad del film. Según los documentos, el film podría corresponder a los años 1927, 1947 (año del accidente) y 1967.[cita requerida]
- Recientemente[cita requerida] se ha intentado leer el texto de un trozo de papel que sostenía el general Ramey en una foto tomada con el coronel Dubose y los restos de globo. Un investigador llamado David Rudiak, así como algunos otros que examinaron el mensaje, han dicho haber leído varias frases importantes, incluyendo algunas como "las víctimas de los restos", una referencia al objeto de choque como "el disco" (Rudiak cree que pone "tripulantes del disco"). Este supuesto descubrimiento se cita como prueba de que el incidente Roswell fue en realidad el aterrizaje de una nave espacial alienígena y que unos cuerpos extraterrestres fueron recuperados. Rudiak también reclama haber refutado las especulaciones hechas por algunos partidarios de la hipótesis del globo Mogul que el viento habría hecho estrellarse exactamente en el rancho Brazel.[11] Sin embargo, también hay que tener en consideración que otras personas no han mencionado haber podido leer este texto.
- A su vez Moore en 2005, profesor emérito de Física, y que participó en el proyecto Mogul, realizó cálculos para los vuelos n.º 4, n.º 5 y n.º 6 del proyecto con los datos de vientos del Servicio Climático Nacional de principios de junio de 1947 y para los vuelos n.º 5 y n.º 6 de los cuales se sabe su lugar de caída. El análisis de Moore resultó acertado: en el caso del n.º 4, los cálculos indicaban que, curiosamente, si lo que en Roswell se había encontrado no era el vuelo n.º 4, los restos de éste deberían seguir allí, porque los datos apuntaban al lugar del impacto donde supuestamente lo había hecho una nave extraterrestre. [cita requerida]
- En 2002, el canal Sci-Fi financió una excavación en el rancho de Brazel con la esperanza de encontrar cualquier resto oculto que los militares no recogieran. Aunque estos resultados hasta ahora hayan sido infructuosos, el equipo arqueológico de la Universidad de Nuevo México verificó una alteración del terreno reciente en el lugar exacto donde algunos testigos afirmaron ver un surco largo debido a un impacto.[12]
- El gobernador Bill Richardson de Nuevo México, que asumió el departamento de energía bajo la presidencia de Clinton, al parecer[cita requerida] se interesó por el asunto. En 2004 escribió en The Roswell Dig Diaries que "el misterio que rodea este impacto nunca ha sido suficientemente explicado - ni por investigadores independientes, ni por el gobierno estadounidense".
- En octubre de 2000 antes de la emisión de su documental sobre Roswell, el canal Sci-Fi dio una rueda de prensa sobre OVNI en Washington. John Podesta, jefe de personal de Clinton, se dio a conocer como miembro de la firma de relaciones públicas contratada por Sci-Fi para intentar conseguir documentos sobre el asunto. Podesta indicó que "ya es hora de que el gobierno desclasifique los documentos oficiales que tienen más de 25 años y así suministrar a los científicos los datos para determinar la verdadera naturaleza de los fenómenos". [cita requerida]
- En febrero de 2007, el canal de televisión ABC emitió un especial OVNI presentado por Peter Jennings. Jennings habló del caso Roswell como "un mito sin una sola prueba". ABC usó la explicación de un globo Mogul accidentado. [cita requerida]
- 2006, los autores de la cinta de la autopsia extraterrestre reconocen que ha sido un fraude. [cita requerida]
- 2010, Discovery Channel emitió un documental sobre el incidente Roswell. [cita requerida]

## 2011: los documentos del FBI y el testimonio de un agente
El 11 de abril de 2011 el FBI desclasificó una serie de documentos. En uno de ellos (UFO16.pdf, pág. 40 y ss.) el agente Paul Ryan del FBI dejó constancia de que un agente residente en Roswell le comentó que habían estallado uno o varios "platillos volantes" ("Flying saucers" en el original) y se habían diseminado por una extensa área en Roswell, Nuevo México. El Dr. Lincoln La Paz (meteorólogo) llegó a esta área para investigar este inusual fenómeno aéreo. Esto es lo que dice el documento 'Ufo16.pdf', págs 40 y ss.
En el documento se cita otros incidentes sucedidos en Tennessee (Pág 48), en los cuales se vieron y localizaron por RADAR tres objetos, en una ocasión, y otros en múltiples ocasiones en diferentes años, sin relación ninguna con el Incidente Roswell, pero significativos en sí mismos como evidencias:
- Junio de 1947: Mr. W. R. Pressley fotografió un objeto volador sobre Oak Ridge. La calle del fondo de la foto fue identificada como Avenida Illinois en Oak Ridge, Tennessee.
- 20 de junio de 1949: a las 19:00 horas, Mr y Mrs. K. H. Anderson y Mr. John A. White vieron tres objetos sobre Oak Ridge, Tennessee, similares al sujeto.
- Francis J. Miller, contacto visual. 1,2,3,4,5,6 de marzo de 1950, Mr. Stuart Adcock informa de una peculiar señal en sus pantallas de RADAR aproximadamente al mismo tiempo, y similares al sujeto (investigado).[13] El documento llamado Hottel_guy_part02 es la información de la primera teoría del supuesto globo sonda hexagonal.[8]

Sin embargo, el documento Hottel_guy_part01.pdf dice: "Un investigador de las fuerzas aéreas constata que tres así llamados 'platillos voladores' ('so-called flying saucers' en el original) han sido recuperados en Nuevo México. Se les describe como circulares con una parte saliente en el centro, de aproximadamente 50 pies de diámetro. Cada uno estaba ocupado por tres cuerpos de forma humana pero de solamente 3 pies de estatura vestidos con tela metálica de muy fina textura. Cada cuerpo estaba sujeto de una manera similar a los sistemas de eyección usados por voladores rápidos y pilotos.
Según Mr. xxx el informador, los platillos se encontraron en Nuevo México debido al hecho de que el gobierno posee un muy poderoso RADAR en el área y se cree que eso interfirió con los controles de los platillos.
No se ha intentado nueva evaluación concerniente al hecho. 162-83894-209, 28 de marzo de 1950"

## Su influencia en la cultura popular

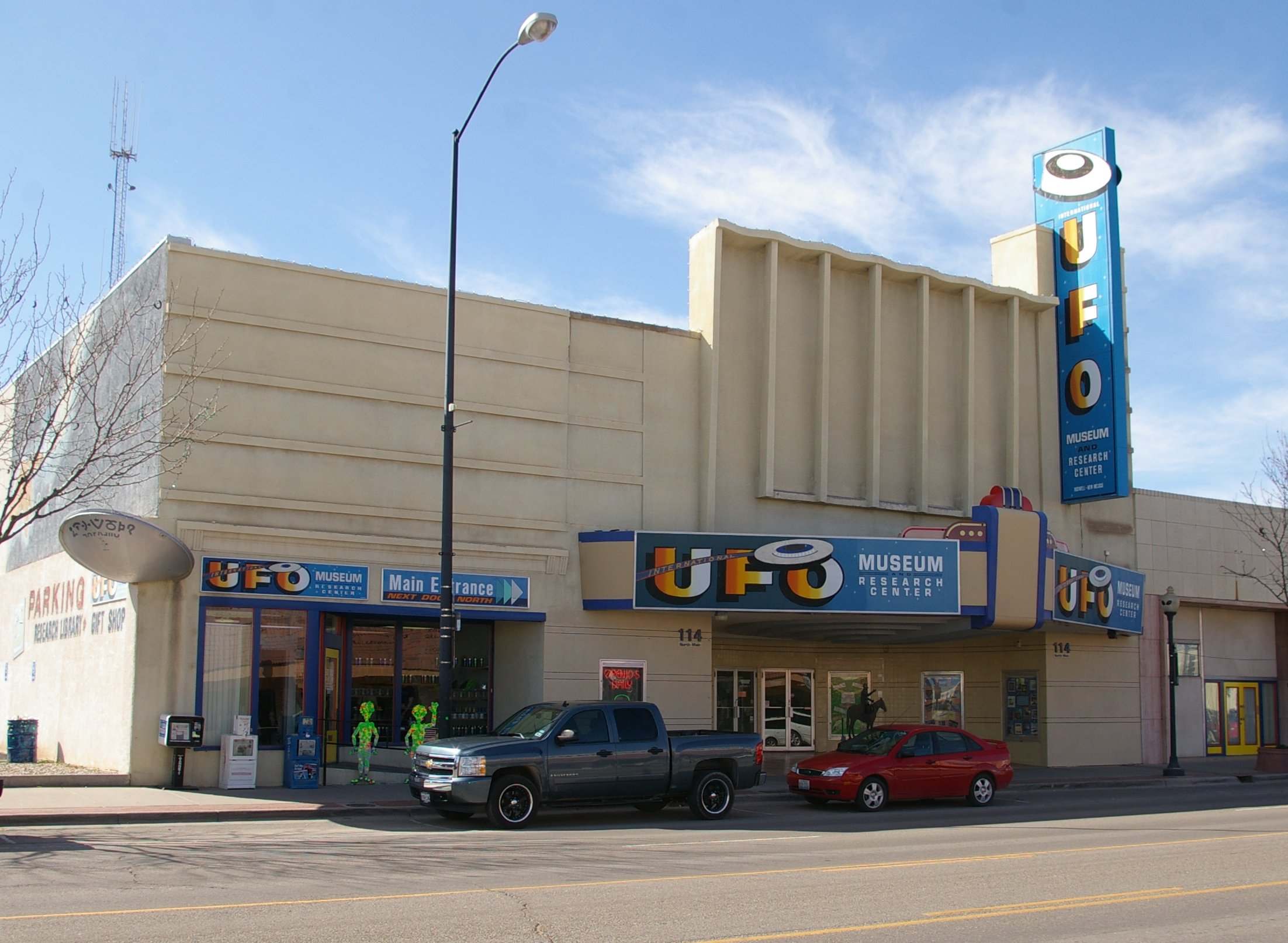
Museo del OVNI en Roswell.

Hoy en día el turismo OVNI es la fuente de ingresos principal para la gente de Roswell. El lugar también ha sido recreado en muchos libros, tiras cómicas, películas y series de televisión.
- En el libro La importancia de morir a tiempo del escritor colombiano Mario Mendoza se menciona este famoso incidente en el relato titulado El Proyecto Serpo o Caballero de Cristal.
- En la serie Hetalia: Axis Powers, Tony, la mascota de Estados Unidos, es el supuesto extraterrestre que sobrevivió en el incidente de Roswell.
- En la serie de Anime Serial Experiments Lain se hace mención y referencia a los hechos ocurridos con el OVNI, y dan pistas acerca del argumento central de éste Anime bajo los sucesos del incidente.
- En la película La Roca, existe un exagente secreto británico del SAS John Mason (Sean Connery), quien durante la década de 1960 había sido capturado después de espiar para el gobierno británico, robando unos microfilmes con toda la historia oscura de los Estados Unidos: los extraterrestres de Roswell, el asesinato de JFK, etc.
- En la película Independence Day la salvación del planeta se consigue gracias al OVNI (que resultó ser un explorador de la especie alienígena invasora) que se estrelló en Roswell y lo tienen reparado en un hangar de máxima seguridad.
- En la película The Iron Giant, un autómata alienígena cae en un pueblo llamado Rockwell (Roswell) en el año 1957, donde es buscado por el gobierno debido a informes anormales en el pueblo después de la caída.
- En el octavo episodio de la cuarta temporada de Star Trek: Deep Space Nine, titulado "Pequeños hombres verdes", el artefacto que se había estrellado en Roswell había venido desde el siglo XXIV, y los extraterrestres eran los personajes Ferengi Quark, Rom, y Nog.
- En el episodio 19 de la tercera temporada de Futurama, los protagonistas viajaban accidentalmente en el tiempo a Roswell donde el cuerpo destrozado de Bender fue tomado por un OVNI y el Doctor Zoidberg fue capturado e investigado en la base militar.
- La canción "Roswell 47" de la banda de Death Metal Melódico Hypocrisy habla sobre el tema.
- En el episodio 21 de la segunda temporada (Episodio 34) de So Weird, Fiona encuentra a un hombre sin casa quien resulta poseedor de un artefacto del accidente de OVNI en 1947 en Roswell.
- La película Hangar 18[14] está basada en el Área 51 y la tecnología extraterrestre (el Hangar 18 en el Área 51 es según se dice donde se guardaron los restos del OVNI).
- El videoclip de Megadeth Hangar 18 está basado en los sucesos de Roswell.
- Midway, empresa pionera en la creación de videojuegos, desarrolló un videojuego llamado Area 51, que es un videojuego de disparos en primera persona y su trama se desarrolla en la famosa localización. Además, los famosos alienígenas de cuerpos flacuchos, sin boca, cabeza y ojos grandes y negros, son conocidos como "Los Grises", debido a su piel grisácea.
- Existe una serie de televisión llamada Roswell, en la que el protagonista (Max Evans), su hermana (Isabel Evans) y Michael son alienígenas de apariencia totalmente humana accidentados en Roswell, buscando respuestas sobre su pasado.
- En la serie American Dad en el episodio "La mejor Navidad de todos los tiempos", Roger, el alienígena, admite que él fue el alien que se estrelló en Roswell en el 47.
- En un episodio de la serie Seven Days dicen que la esfera fue construida con tecnología de la nave de Roswell, y además tienen uno de los tres extraterrestres con vida, que después trató de matar a los protagonistas de la serie.
- En la película Indiana Jones y el reino de la calavera de cristal el extraterrestre de Roswell es examinado por Indy y da pie a la trama del filme.
- En la serie The X-Files, el incidente de Roswell es uno de los elementos principales, ya que a partir de ese suceso se crea el Sindicato, uno de los principales grupos antagonistas de la serie.
- En la sitcom de ciencia ficción española Plutón B.R.B. Nero aparece un pequeño extraterrestre llamado Roswell.
- La miniserie Taken de Steven Spielberg, empieza con el supuesto incidente en Roswell y de ahí parte la historia que llega hasta nuestros días en una historia que entrelaza tres generaciones.
- En el libro La cuarta cripta, de Robert Doherty se hace referencia a Roswell, donde los científicos encontraron un "agitador" u OVNI.
- En la canción "Aliens Exist", de blink-182, el compositor de la canción Tom Delonge hace referencia a los ovnis, en particular al Majestic 12, el cual era el comité de científicos formados en 1947, por el presidente Harry S. Truman.
- La serie Ben 10, donde una de los "plomeros", la amiga de Max Tennyson, Xylene era una alienígena caída en Roswell.
- En la serie Phineas y Ferb en el capítulo "¿Qué sabe hacer?", se ve en la tele que un OVNI aterrizó en Roswell y los científicos construyeron uno igual mediante ingeniería inversa.
- En la película Lilo y Stitch, la Gran Consejera galáctica le dice a Cobra Bubbles que su cara le es familiar. Bubbles le responde que se vieron en el año 1973 en Roswell, por haber trabajado en la CIA.
- En el videojuego Tony Hawk para PlayStation la última pantalla se llama Roswell y en ella se puede ver a un alienígena tumbado en una camilla así como un OVNI.
- En el videojuego Tomb Raider III aparece una región de Nevada que se divide en tres niveles. El tercer nivel se basa en el Área 51 y tiene el mismo nombre. En ella la protagonista, Lara Croft, debe encontrar un trozo de un meteorito, que se encuentra dentro de una nave alienígena oculta en la instalación, así como un escenario de la famosa autopsia extraterrestre con un alienígena gris aún recostado en una de las camillas.
- En el videojuego Destroy All Humans!, el segundo nivel, Rockwell, hace referencia a Roswell. También en el intro Cripto 136 choca con un misil nuclear en 1947 en el Área 42 (Área 51) haciendo referencia al incidente de Roswell.
- En las revistas cómicas de Los Simpson, las Simpsons Comics, además de la historia principal en la contraportada está la carátula para otro cómic, que suele ser de unas pocas páginas y está situado en el lado inverso del cómic normal. Hubo una época en que estas historias secundarias tenían como protagonista a Roswell un personaje creado por el dibujante y guionista Bill Morrison y que tuvo una miniserie propia.
- En la serie The Big Bang Theory durante un torneo de física la última pregunta es una ecuación y Wolowitz cree que es alguna parte de la nave encontrada en Roswell.
- En los capítulos de terror de Los Simpson en los créditos suelen mencionar a Roswell y el Área 51.
- El fabricante de maquetas plásticas para armar, Testor, produjo dos versiones de la nave de Roswell en escala 1:48, una de ellas muestra la escena del accidente y la otra la nave intacta con su tripulación.
- En el capítulo de la serie Buzz Lightyear: comando estelar", "La extraña invasión", la nave de Buzz cae en un planeta llamado Roswell y una especie de extraterrestres militares suben a Buzz y a XR en el camión de carga militar (este episodio es una parodia referente a ese incidente).
- La película animada Planeta 51 (Planet 51) es obvia referencia al incidente, donde un astronauta humano toma el rol de invasor y las víctimas son los propios extraterrestres. La película está ambientada con escenarios retro de los años 1950.
- En la película Paul, los hechos están basados en los sucesos del incidente.
- En la serie de televisión Stargate SG-1, en el capítulo 6 de la segunda temporada, cuando la capitán Carter ve al Asgard Thor dice, "se parece a los aliens descritos del incidente de Roswell".
- El 8 de julio de 2013, Google hizo en la página principal de su buscador un minijuego en homenaje al 66.º aniversario del reporte del incidente de Roswell. El juego consiste en que un extraterrestre colisiona su nave en un sector de Roswell y el objetivo es encontrar las 3 partes de la nave espacial para poder salir de la Tierra.
- Existe un juego de escape room relacionado con dicho incidente.
- En el videojuego 7 days to die, al este del mapa aparecen carteles que ponen "Roswell dont go" y similitudes.
- En el videojuego Wolfenstein II: The New Colossus Spesh le plática a Blazkowicz que él y su padre llegaron al rancho del incidente, donde encontraron un platillo volante estrellado, después el ejército de los Estados Unidos cerró la zona, mintiendo también de que se trataba de un globo meteorológico, pero Spesh saca una pieza del platillo volante y junto con su padre empiezan a espiar al ejército, donde descubren que esconden los restos del platillo y los cuerpos alienígenas en el Área 52 en Nuevo México en un encubrimiento del FBI, del ejército y del Presidente estadounidense de un complejo gigante con tecnología alienígena entre las áreas 48, 51, 52 y 56 conectados por trenes subterráneos experimentando con cañones de plasma, control mental y motores antigravitatorios, después de la caída del gobierno de los Estados Unidos los alemanes continuaron los experimentos para Alemania.
- En la película BASEketball protagonizada por los creadores de la serie South Park, los nombres de los equipos de la liga hacen referencia a estereotipos o elementos de la cultura popular de la ciudad que representan. Uno de esos equipos son los Roswell Aliens.
- En el juego Motocross Madness 2, existe un nivel llamado Roswell, el cual consiste en un paisaje desértico con irregularidades terrestres que permiten hacer acrobacias. En dicho nivel se puede ver un platillo volador rondando por la zona.
- En la película Independence Day: Resurgence, el Caso Roswell se debió (como se mencionó en la anterior película) por un accidente de una nave alienígena, pero en esta película se menciona que el granjero que hizo contacto con los extraterrestres, tuvo visiones del sub-consciente de los aliens.